# 東白楽駅
東白楽駅（ひがしはくらくえき）は、神奈川県横浜市神奈川区白楽にある、東急電鉄東横線の駅である。駅番号はTY19。

## 歴史
- 1927年（昭和2年）3月10日 - 地上駅で開業[1]。
- 1930年（昭和5年）11月1日 - 高架化[1]。
- 2004年（平成16年）1月30日 - 同日の東横線終電後（日付は1月31日午前）、当駅付近で東横線の反町駅・横浜駅地下化に伴い、深夜に地下線の切り替え作業が行われる[2]。

### 駅名の由来
かつての白楽の地名は西白楽と東白楽であり、現在の東白楽駅はその東白楽に位置にしていて、かつての地名が駅名の由来である。(横浜市建築局「横浜市三千分一地形図」(昭和初期)参照)。
なお、現在の路線図上では、白楽駅の横浜寄りにあるため、一見すると白楽駅の西にあるように見えるが、地図上で確認すると、白楽駅 - 当駅間では東横線は南北に走行しており、当駅は白楽駅よりわずかに東にあることが分かる。なお同区間では東横線は現在の白楽の西側を通っており、東側は経由していない。

## 駅構造
相対式ホーム2面2線を有する高架駅で、神奈川県道横浜上麻生線を斜めに跨いでいる。
両ホームにエレベーターが設置されている。高架下には、横浜市管理の公衆便所と駐輪場が設けられている。

### のりば
| 番線 | 路線   | 方向 | 行先                         |
| ---- | ------ | ---- | ---------------------------- |
| 1    | 東横線 | 下り | 横浜・元町・中華街方面       |
| 2    | 東横線 | 上り | 渋谷・池袋・川越市・所沢方面 |

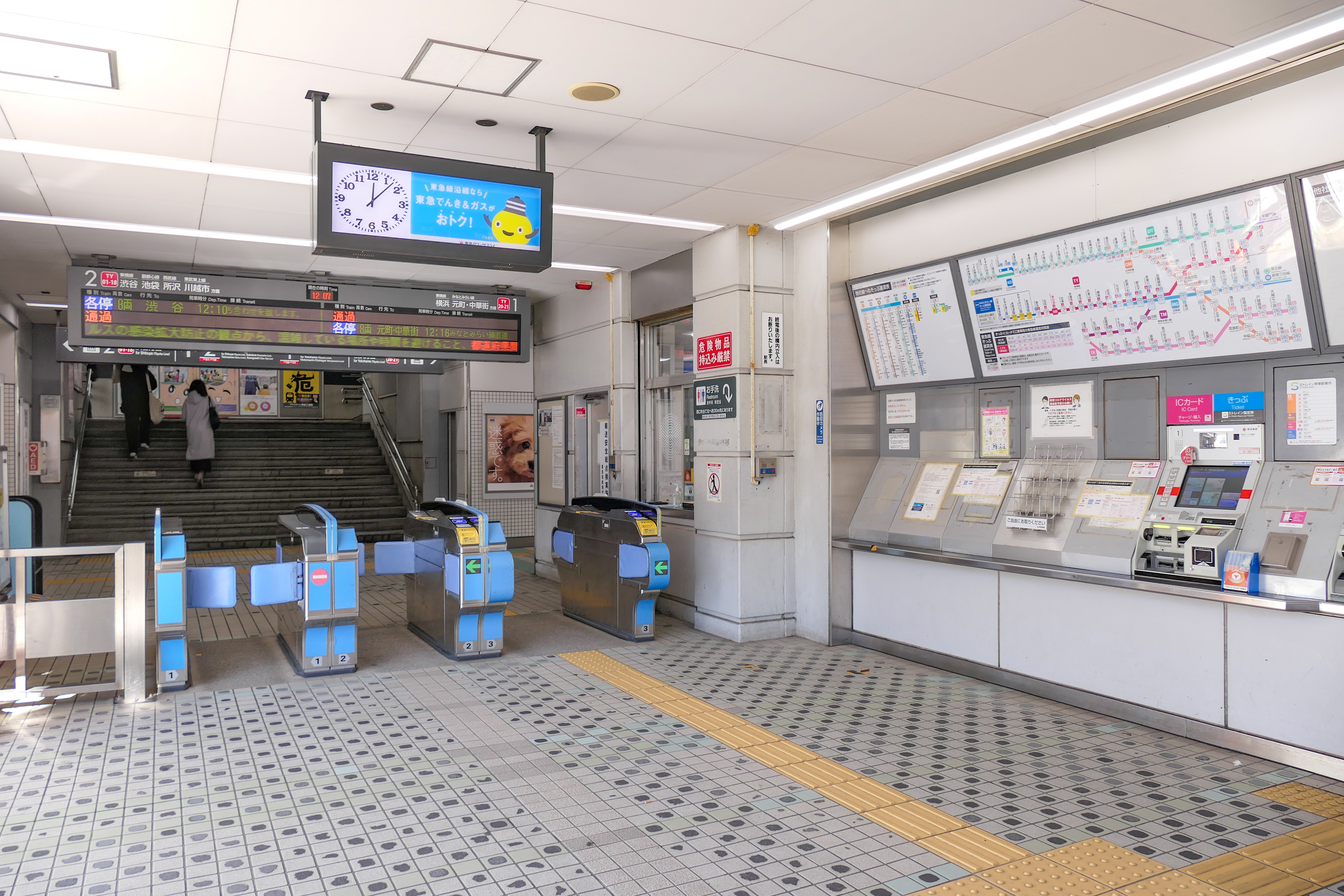
改札口（2021年12月）
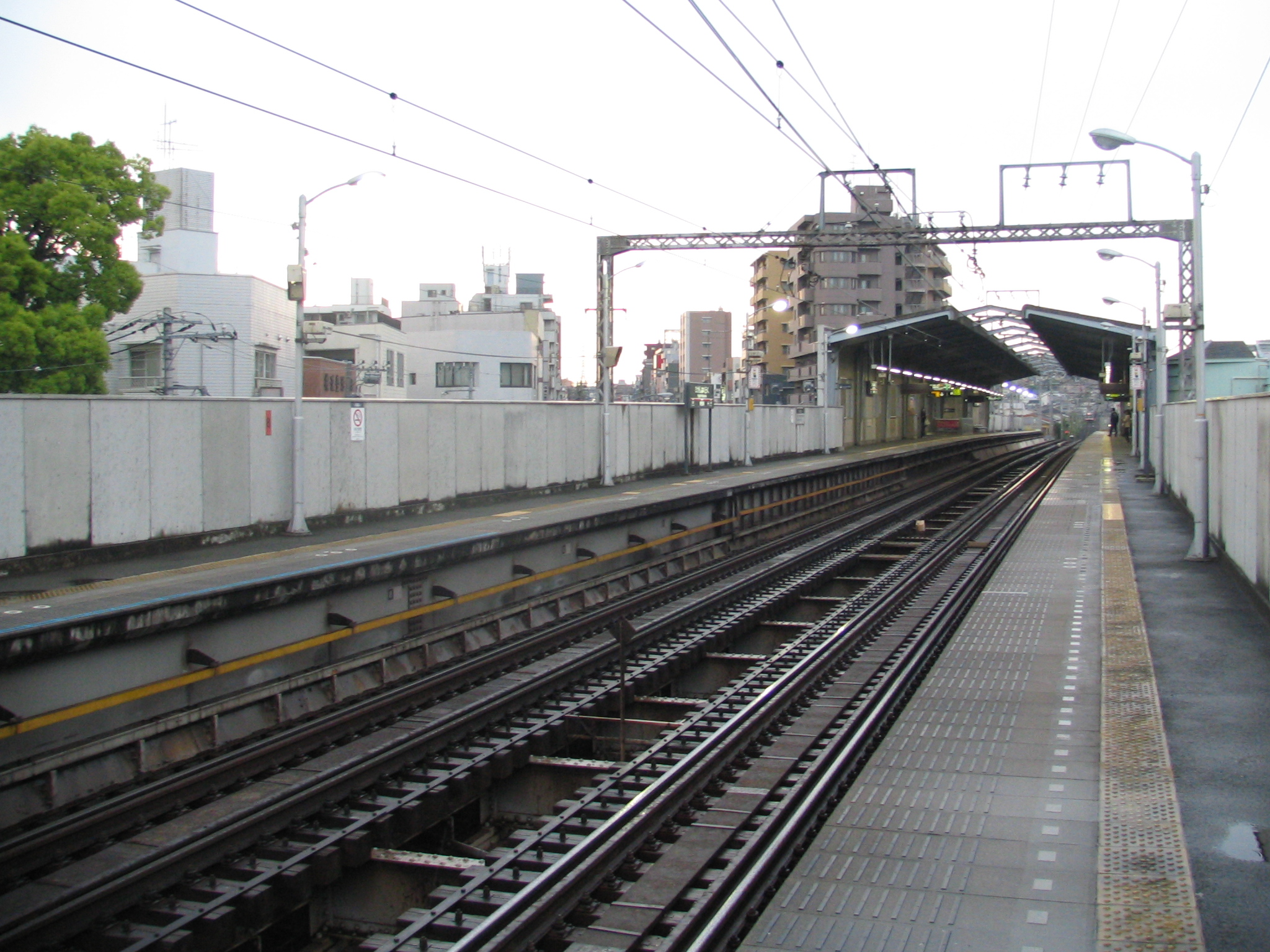
ホーム（2006年11月）

## 利用状況
2024年度の1日平均乗降人員は15,371人である。東横線の駅では隣の反町駅に次いで2番目に乗降人員が少ない。
近年の1日平均乗降・乗車人員推移は下記の通り。
| 年度               | 1日平均 乗降人員 | 1日平均 乗車人員 | 出典     |
| ------------------ | ---------------- | ---------------- | -------- |
| 1980年（昭和55年） |                  | 7,082            |          |
| 1981年（昭和56年） |                  | 7,132            |          |
| 1982年（昭和57年） |                  | 7,310            |          |
| 1983年（昭和58年） |                  | 7,467            |          |
| 1984年（昭和59年） |                  | 7,512            |          |
| 1985年（昭和60年） |                  | 7,093            |          |
| 1986年（昭和61年） |                  | 7,260            |          |
| 1987年（昭和62年） |                  | 7,574            |          |
| 1988年（昭和63年） |                  | 7,978            |          |
| 1989年（平成元年） |                  | 8,184            |          |
| 1990年（平成02年） |                  | 8,121            |          |
| 1991年（平成03年） |                  | 8,148            |          |
| 1992年（平成04年） |                  | 7,996            |          |
| 1993年（平成05年） |                  | 7,852            |          |
| 1994年（平成06年） |                  | 7,577            |          |
| 1995年（平成07年） |                  | 7,502            | [ * 1 ]  |
| 1996年（平成08年） |                  | 7,633            |          |
| 1997年（平成09年） |                  | 7,689            |          |
| 1998年（平成10年） |                  | 7,339            | [ * 2 ]  |
| 1999年（平成11年） |                  | 7,353            | [ * 3 ]  |
| 2000年（平成12年） |                  | 7,311            | [ * 3 ]  |
| 2001年（平成13年） |                  | 7,326            | [ * 4 ]  |
| 2002年（平成14年） | 13,839           | 7,247            | [ * 5 ]  |
| 2003年（平成15年） | 13,754           | 7,218            | [ * 6 ]  |
| 2004年（平成16年） | 13,450           | 7,091            | [ * 7 ]  |
| 2005年（平成17年） | 13,127           | 6,846            | [ * 8 ]  |
| 2006年（平成18年） | 12,844           | 6,715            | [ * 9 ]  |
| 2007年（平成19年） | 12,998           | 6,742            | [ * 10 ] |
| 2008年（平成20年） | 13,078           | 6,830            | [ * 11 ] |
| 2009年（平成21年） | 13,091           | 6,789            | [ * 12 ] |
| 2010年（平成22年） | 12,945           | 6,721            | [ * 13 ] |
| 2011年（平成23年） | 12,856           | 6,673            | [ * 14 ] |
| 2012年（平成24年） | 13,070           | 6,782            | [ * 15 ] |
| 2013年（平成25年） | 13,343           | 6,886            | [ * 16 ] |
| 2014年（平成26年） | 13,220           | 6,815            | [ * 17 ] |
| 2015年（平成27年） | 13,491           | 6,956            | [ * 18 ] |
| 2016年（平成28年） | 13,865           | 7,148            | [ * 19 ] |
| 2017年（平成29年） | 14,190           | 7,319            | [ * 20 ] |
| 2018年（平成30年） | 14,781           | 7,644            | [ * 21 ] |
| 2019年（令和元年） | 15,031           | 7,764            |          |
| 2020年（令和02年） | 10,614           |                  |          |
| 2021年（令和03年） | 12,679           |                  |          |
| 2022年（令和04年） | 14,345           |                  |          |
| 2023年（令和05年） | 15,212           |                  |          |
| 2024年（令和06年） | 15,371           |                  |          |

## 駅周辺
目前にある横浜上麻生道路を南に進むと東神奈川駅へ、北へ進むと六角橋に出る。
- 神奈川県立神奈川工業高等学校[8]
- 神奈川県立神奈川総合高等学校
- 孝道山（孝道教団）
- 横浜市立二谷小学校
- 横浜西神奈川郵便局
- 神奈川簡易裁判所
- 神奈川区検察庁
- 神奈川公会堂
- 神奈川大学 横浜キャンパス[8]
- 済生会東神奈川リハビリテーション病院（旧・横浜逓信病院）
- 済生会神奈川県病院
- 東横フラワー緑道[8]
- 東神奈川駅（京浜東北線・横浜線）
- 京急東神奈川駅（京急本線）

## バス路線
1・2番乗り場は横浜上麻生線上に、3・4番乗り場は駅北側に停留所がある。いずれも横浜市営バスによって運行されている。
| 乗り場 | 系統           | 主要経由地                             | 行先           |
| ------ | -------------- | -------------------------------------- | -------------- |
| 1      | 36・38・82・84 |                                        | 東神奈川駅西口 |
| 1      | 36・38・39・82 | 東神奈川駅西口                         | 横浜駅西口     |
| 1      | 326（急行）    | （東神奈川駅西口のみ停車）             | 横浜駅西口     |
| 1      | 88             | 東神奈川駅西口                         | 市民病院       |
| 2      | 36             | 六角橋・神大寺・片倉町駅前             | 西菅田団地     |
| 2      | 36             | 六角橋・神大寺・片倉町駅前             | 緑車庫前       |
| 2      | 36             | 六角橋・神大寺・片倉町駅前・西菅田団地 |                |
| 2      | 36             | 緑車庫前                               |                |
| 2      | 38             | 六角橋・菊名橋・東高校前               | 鶴見駅西口     |
| 2      | 84             | 六角橋・菊名橋・新子安駅西口           | 鶴見駅西口     |
| 2      | 39             | 六角橋・小机駅前・鴨居駅前             | 緑車庫前       |
| 2      | 39             | 六角橋・小机駅前・鴨居駅前             | 中山駅前       |
| 2      | 82             | 六角橋・神大寺                         | 八反橋         |
| 2      | 82             | 六角橋・神大寺                         | 神大寺入口     |
| 2      | 88             | 六角橋・神大寺                         | 神大寺入口     |
| 3      | 31             | 白楽・白幡東町                         | 大口駅         |
| 4      | 31             | 東神奈川駅西口                         | 横浜駅西口     |

## 隣の駅
東急電鉄
 東横線
■特急・□通勤特急・■急行
通過
■各駅停車
白楽駅 (TY18) - 東白楽駅 (TY19) - 反町駅 (TY20)